# 塚原浩一
塚原 浩一（つかはら ひろかず、1961年〈昭和38年〉3月19日 - ）は、日本の建設・国土交通技官。

## 経歴
東京都出身。東京大学工学部土木工学科を卒業後、1985年3月東京大学大学院工学系研究科土木工学専攻修了。国家公務員採用上級甲種試験（土木）に合格し、1985年建設省入省。
2016年6月21日から中部地方整備局長、2018年7月31日から国土交通省水管理・国土保全局長を務め、2019年7月9日退官。
同年11月1日リバーフロント研究所理事に再就職。

## 年表
2014年7月まで経歴の出典
- 1985年04月：建設省入省
- 1994年07月：建設省関東地方建設局企画部企画課長
- 1995年04月：建設省河川局治水課長補佐
- 1997年02月：外務省在オーストラリア日本国大使館一等書記官
- 2000年
  - 03月：建設省河川局河川計画課長補佐
  - 07月：建設省中国地方建設局苫田ダム工事事務所長
- 2001年01月：国土交通省中国地方整備局苫田ダム工事事務所長
- 2003年04月：国土交通省河川局治水課企画専門官
- 2005年04月：国土交通省河川局河川環境課河川環境保全調整官
- 2006年
  - 07月：国土交通省河川局河川環境課流域治水室長
  - 07月：国土交通省大臣官房付・内閣官房内閣参事官（内閣官房副長官補付）（～2008年8月）
- 2008年08月：内閣官房内閣参事官（内閣官房副長官補付）
- 2009年07月：国土交通省河川局河川計画課河川事業調整官
- 2011年
  - 07月：国土交通省水管理・国土保全局河川計画課河川事業調整官
  - 07月：国土交通省九州地方整備局企画部長
- 2013年07月：国土交通省水管理・国土保全局防災課長
- 2014年07月：国土交通省水管理・国土保全局河川計画課長
- 2016年06月21日：国土交通省中部地方整備局長[3]
- 2018年07月31日：国土交通省水管理・国土保全局長[4]
- 2019年
  - 07月09日：辞職[5]
  - 11月01日：公益財団法人リバーフロント研究所理事[6]